# Запоље (Решетари)
Запоље је насељено место у саставу општине Решетари у Бродско-посавској жупанији, Република Хрватска.

## Историја
До територијалне реорганизације у Хрватској налазило се у саставу старе општине Нова Градишка.

## Становништво
На попису становништва 2011. године, Запоље је имало 399 становника.

## Попис1991.
На попису становништва 1991. године, насељено место Запоље је имало 454 становника, следећег националног састава:
| Попис 1991.‍  | Попис 1991.‍  | Попис 1991.‍ | Попис 1991.‍ | Попис 1991.‍ |
| ------------ | ------------ | ----------- | ----------- | ----------- |
|              |              |             |             |             |
| Хрвати       | Хрвати       |             | 360         | 79,29%      |
| Срби         | Срби         |             | 34          | 7,48%       |
| Југословени  | Југословени  |             | 9           | 1,98%       |
| Албанци      | Албанци      |             | 1           | 0,22%       |
| неопредељени | неопредељени |             | 20          | 4,40%       |
| непознато    | непознато    |             | 30          | 6,60%       |
| укупно: 454  |              |             |             |             |